# Draycott in the Moors
Draycott in the Moors es una parroquia civil y un pueblo del distrito de Staffordshire Moorlands, en el condado de Staffordshire (Inglaterra).

## Geografía
Según la Oficina Nacional de Estadística británica, Draycott in the Moors tiene una superficie de 15,87 km².

## Demografía
Según el censo de 2001, Draycott in the Moors tenía 1154 habitantes (49,91% varones, 50,09% mujeres) y una densidad de población de 72,72 hab/km². El 20,8% eran menores de 16 años, el 73,22% tenían entre 16 y 74, y el 5,98% eran mayores de 74. La media de edad era de 39,3 años. Del total de habitantes con 16 o más años, el 21,23% estaban solteros, el 64,33% casados, y el 14,44% divorciados o viudos.
El 98,35% de los habitantes eran originarios del Reino Unido. El resto de países europeos englobaban al 0,35% de la población, mientras que el 1,3% había nacido en cualquier otro lugar. Según su grupo étnico, el 99,13% eran blancos, el 0,61% mestizos, y el 0,26% asiáticos. El cristianismo era profesado por el 86,3% y el hinduismo por el 0,26%, mientras que el 7,98% no eran religiosos y el 5,46% no marcaron ninguna opción en el censo.
Había 443 hogares con residentes y 7 vacíos.